# Чейс Еванс
Чейс Еванс (на английски: Chayse Evans) е артистичен псевдоним на американската порнографска актриса Ейми Стали (Amy Stahly), родена на 2 август 1986 г. в Монтерей, щата Калифорния, САЩ.

## Награди и номинации
Номинации за индивидуални награди
- 2009: Номинация за AVN награда за най-добра нова звезда.[3]
- 2009: Номинация за XBIZ награда за нова звезда на годината.[4]
- 2010: Номинация за AVN награда за жена изпълнител на годината.[5]
- 2010: Номинация за F.A.M.E. награда за любима анална звезда.[6]